# Barış
Barış (pronuncia: [baˈɾɯʃ]) è un nome proprio di persona turco maschile

## Origine e diffusione
Riprende il termine turco che significa "pace". È quindi analogo per significato ai nomi Pace, Frida, Mira, Irene e Salomè.

## Persone
- Barış Alıcı, calciatore turco
- Barış Ataş, calciatore turco
- Barış Başdaş, calciatore turco
- Barış Ermiş, cestista turco
- Barış Hersek, cestista turco

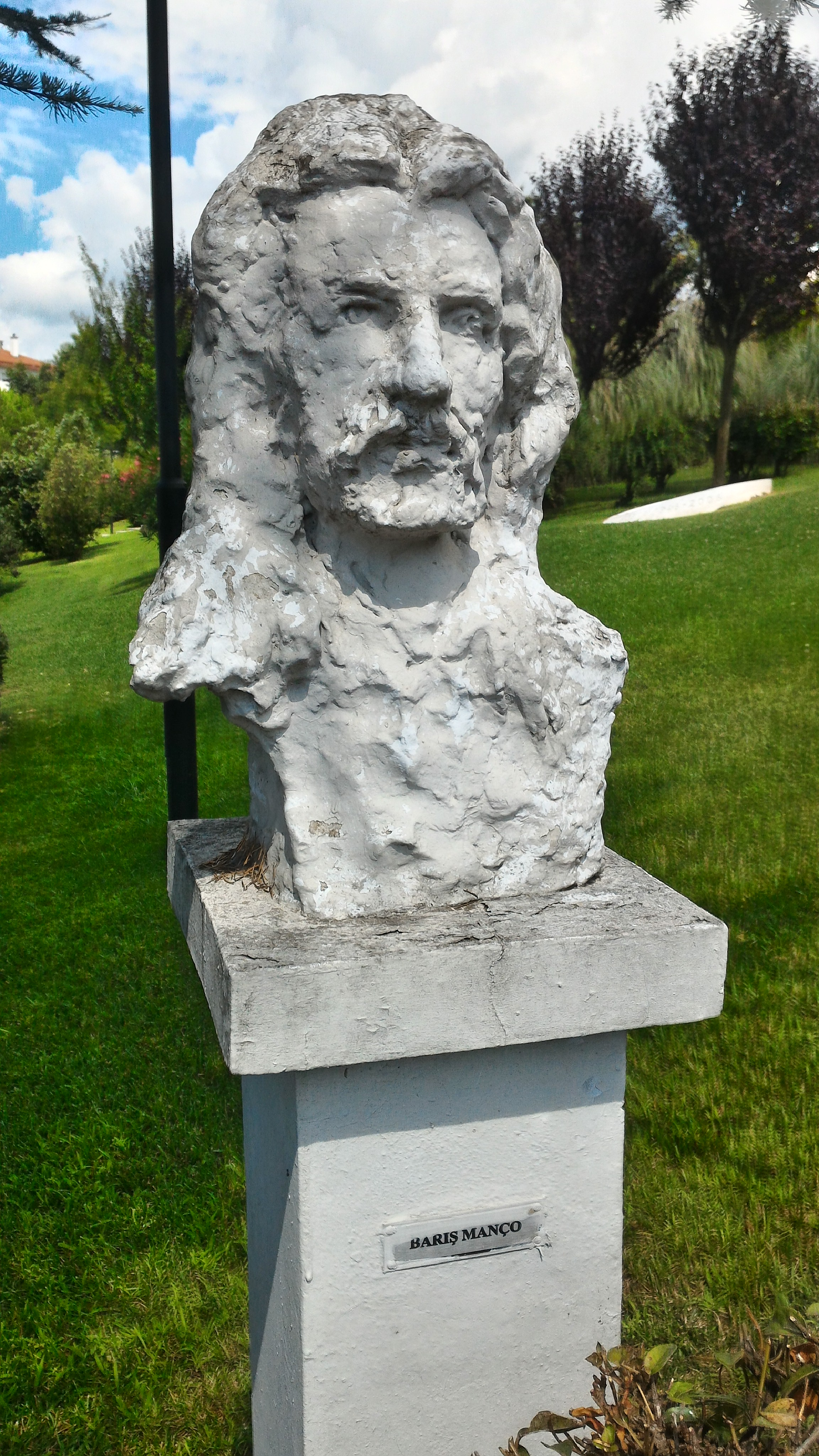
Barış Manço

- Barış Manço, cantautore, musicista e produttore televisivo turco
- Barış Memiş, calciatore turco
- Barış Özbek, calciatore tedesco
- Barış Pehlivan, giornalista e scrittore turco
- Barış Yardımcı, calciatore turco